# 42 rechters
De 42 rechters zijn mythologische wezens uit Egypte.
Deze wezens worden in het oud-Egyptische geloof genoemd in relatie tot het dodenrijk. Zij stelden samen met Osiris aan de overledene de vragen of deze persoon iemand had vermoord of bedrogen. Aan iedere god (exclusief Osiris) moest de overledene laten zien dat hij onschuldig was. Een deel van die onschuldigheidsverklaringen luidt:
O gij die met grote passen loopt, in Heliopolis, ik heb geen onrecht begaan. O gij...
Het getal 42 stond voor het aantal stamgoden van de nomen van Egypte, 20 in het noorden en 22 in zuiden. Wanneer er tegen Osiris werd gelogen, werd men opgegeten door Ammit, een mythisch krokodilachtig wezen. Als men naar waarheid antwoordde, mocht men naar de eeuwige velden.

## Lijst van de 42 goden
De goden werden afgebeeld op een papyrus gezeten met een symbool op de knie. Dit kon bestaan uit de anch, mes of veer van maät. De goden kregen in het betoog van de overledene bijnamen zoals "langneus" van Hermopolis, waarmee dan Thoth werd bedoeld.
| Nr. | Naam                 | Identificatie       | Misdrijf               |
| --- | -------------------- | ------------------- | ---------------------- |
| 1   | Grote-passen         | Heliopolis          | onrecht                |
| 2   | Vlammen-grijper      | Cher-aha            | plunderen              |
| 3   | Langneus             | Hermopolis          | afgunstig              |
| 4   | Schaduwenverslinder  | De grot             | roven                  |
| 5   | Vreeswekkende-gelaat | Rosetau             | doden                  |
| 6   | Dubbele-leeuw        | De hemel            | voedsel vernietigen    |
| 7   | Met-vuurogen         | Letopolis           | verzaken plicht        |
| 8   | Gloeiende            | Chetchet            | offers stelen          |
| 9   | Bottenbreker         | Heracleopolis       | leugens                |
| 10  | Vlammen-aanblazer    | Memphis             | voedsel roven          |
| 11  | Holbewoner           | Het westen          | slecht gedragen        |
| 12  | Witte tanden         | Fajoem              | overtreden             |
| 13  | Bloed-voeder         | De slachtplaats     | heilig dier doden      |
| 14  | Ingewandenvreter     | Plaats van dertig   | graan achterhouden     |
| 15  | Rechtvaardigheid     | Maati               | brood gestolen         |
| 16  | Dwalende             | Boebastis           | spioneren              |
| 17  | Bleke                | Heliopolis          | verklikker             |
| 18  | Kwaadaardige         | Andjeti             | geschil                |
| 19  | Brandende            | Plaats des oordeels | homoseksualiteit       |
| 20  | Aanschouwer          | Tempel van Min      | ontucht                |
| 21  | Leider-der-groten    | Imoe                | vrees opwekken         |
| 22  | Afweerder            | Hoei                | overtreden             |
| 23  | Onlustverwekker      | Heiligdom           | grootspraak            |
| 24  | Kind                 | Heqa-adj            | waarheid verduisteren  |
| 25  | Voorspeller          | Wensi               | onbeschaamd zijn       |
| 26  | Basti                | Schrijn             | gedogen                |
| 27  | Gezicht-achter-hem   | Graf                | verdorven zijn         |
| 28  | Brandend-van-been    | Schermering         | bedrog plegen          |
| 29  | Duisternis-bewoner   | Duisternis          | vloeken                |
| 30  | Offer-brenger        | Saïs                | onbeschoft zijn        |
| 31  | Gezichten            | Nedjefet            | onbezonnen zijn        |
| 32  | Aanklager            | Oetjenet            | Verheffen tegen god    |
| 33  | Gehoornde            | Assioet             | verklikker zijn        |
| 34  | Nefertoem            | Memphis             | kwaad gedaan           |
| 35  | Tem-sep              | Busiris             | koning beledigen       |
| 36  | Handelt-in-hart      | Tjeboe              | terrein schenden       |
| 37  | Vloeibare            | Noen                | luidruchtig            |
| 38  | Bevelhebber          | Saïs                | Godslastering          |
| 39  | Goede-verschaffer    | Hoei                | Overschatting          |
| 40  | Neheb-kau            | De stad             | Geselecteerd op kunnen |
| 41  | Schitterende-kop     | Het graf            | Eigen bezittingen      |
| 42  | Ini-di-ef            | Necropolis          | god vervloeken         |